# Lazio
Lazio (tiếng Ý: [ˈlattsjo]; tiếng Latinh: Latium) là một vùng của Ý, tọa lạc tại miền Trung đất nước. Với gần 5,9 triệu dân và GDP hơn 170 tỷ €, Lazio là vùng đông dân thứ nhì của Ý (có dân số xấp xỉ của Campania), và có nền kinh tế lớn thứ nhì đất nước. Thủ phủ vùng là Roma, cũng là thủ đô và thành phố lớn thứ ba của Ý.
Lazio có diện tích đất liền 17,236 km2 (6,655 dặm vuông Anh) và giáp với Toscana, Umbria, và Marche về phía bắc, Abruzzo và Molise về phía đông, Campania về phía nam, và biển Tyrrhenus về phía tây. Địa hình vùng bằng phẳng hoặc đồi, với núi thấp ở miền đông và nam.

## Phân cấp hành chính
Lazio được chia thành bốn tỉnh và một thành phố trung tâm:

| Tỉnh                            | Diện tích (km²) | Dân số    | Mật độ (người/km²) |
| ------------------------------- | --------------- | --------- | ------------------ |
| Tỉnh Frosinone                  | 3.244           | 496.545   | 153,1              |
| Tỉnh Latina                     | 2.251           | 543.844   | 241,4              |
| Tỉnh Rieti                      | 2.749           | 158.545   | 57,7               |
| Thành phố trung tâm Thủ đô Roma | 5.352           | 4.097.085 | 765,5              |
| Tỉnh Viterbo                    | 3.612           | 314.690   | 87,1               |